# Айкаван (Гадрут)
Айкава́н (вірм. Հայկավան) — село у Гадрутському районі Нагірно-Карабаської Республіки.